# 全国ロシア語コンクール
全国ロシア語コンクール（ぜんこくロシアごコンクール）は、東京都世田谷区で開催される、東京ロシア語学院、日本ユーラシア協会が主催するコンテストである。

## 概要
2013年で第42回を数える。
2013年度は6月16日日曜日に東京ロシア語学院で開催された。

## リンク
- 第42回全国ロシア語コンクール（2013年6月開催）
- 第41回全国ロシア語コンクール結果発表（2012年6月開催） - ウェイバックマシン（2012年9月6日アーカイブ分）